# 1865年4月25日日食
1865年4月25日日食为一次在协调世界时1865年4月25日出現的日全食。該次日食食分為1.0584，食甚維持5分23秒。

## 概述
這次日食的食分是1.0584，全食維持5分23秒。

## 基本參數
- 類型：日全食
- 食甚資料：
  - 日期：1865年4月25日
  - 時間：14時8分34秒
  - 地點：15S 26W
  - 食分：1.0584
  - 日全食持續時間：5分23秒

## 外部連結
- NASA日食專頁（页面存档备份，存于）（英文）